# Cryptoconchus porosus
Cryptoconchus porosus is een keverslakkensoort uit de familie van de Acanthochitonidae. De wetenschappelijke naam van de soort is voor het eerst geldig gepubliceerd in 1815 door Blainville MS, Burrow.